# Salzspeicher
Salzspeicher (saltlager) er seks historiske murstensbygninger, der ligger ud til floden Trave i Lübeck, Tyskland ved siden af byporten Holstentor.
De er opført fra sidste halvdel af 1500-tallet til første halvdel af 1700-tallet, og blev oprindeligt brugt til opbevaring af salt fra minerne i det nærliggende Lüneburg, som blev bragt til Lübeck via Stecknitzkanalen. Saltet blev herfra lastet på skibe og sendt til adskillige forskellige havne i Østersøregionen for at blive brugt til at salte kød. Salthandel var en stor indtægtskilde for Hanseforbundet og Lübeck fra senmiddelalderen og fremefter.
I de efterfølgende århundreder blev bygningerne brugt til opmagasinering af en række forskellige varer som bl.a. tekstiler, korn og træ.
En del af komplekset blev brugt som residens for grev Orlok i den klassiske gyserfilm Nosferatu, eine Symphonie des Grauens (1922 ) og i genindspilningen Nosferatu the Vampyre (1979).

## Bygninger
- Speicher 1 opført i 1579
- Speicher 2 opført i 1599
- Speicher 3 opført i 1600
- Speicher 4 opført i 1594
- Speicher 5 opført i 1743–1745
- Speicher 6 opført i 1743–1745[2]